# Carlo Bellisomi
Carlo Bellisomi (Pavia, 30 de julho de 1736 - Cesena, 9 de agosto de 1808) foi um cardeal do século XVIII e XIX

## Nascimento
Nasceu em Pavia em 30 de julho de 1736. De família nobre e patrícia. Filho do Marquês Gaetano Annibale Bellisome e Teresa Marianna La Corcelle de Percy, de uma nobre família francesa.

## Educação
Ainda muito jovem, foi enviado a Roma para estudar no Collegio Clementino ; em 1755, como era costume anual no Clementino, foi escolhido para compor e recitar perante o Papa Bento XIV uma oração intitulada De ineffabili Trinitatis mysterio, na patriarcal basílica vaticana (seus argumentos foram tão brilhantes que a obra foi impressa); em 1756, por causa da morte de seu pai, voltou a Pavia e estudou em sua universidade, onde obteve o doutorado in utroque iure, direito canônico e civil, nesse mesmo ano; sucessivamente, ele foi atribuído ao Collegio Dottorale; ele então voltou a Roma em 1759 e frequentou a Pontifícia Academia dos Nobres Eclesiásticos estudando diplomacia; ele fez amizade com vários padres Somaschan que tinham inclinação jansenista, mas não aderiu à doutrina deles.

## Início da vida
Voltou a Roma e ingressou na prelatura romana como referendário dos Tribunais da Assinatura Apostólica de Justiça e da Graça, em 9 de setembro de 1762.

## Sacerdócio
Foi ordenado em 29 de maio de 1763, em Roma, pelo Cardeal Marcantonio Colonna. Deputado do hospital de Camerino. Nomeado governador da cidade de San Severino, 4 de janeiro de 1765; ele permaneceu no cargo até 1775.

## Episcopado
Eleito arcebispo titular de Tiana, 11 de setembro de 1775. Consagrado, 24 de setembro de 1775, basílica patriarcal do Vaticano, Roma, pelo Papa Pio VI, auxiliado por Carlo Crivelli, arcebispo titular de Patrasso, e por Giovanni Andrea Archetti, arcebispo titular de Calcedonia; o papa fez uma homilia muito eloqüente, publicada pela imprensa da Câmara Apostólica. Nomeado núncio em Colônia em 20 de setembro de 1775; ele chegou a Colônia em 4 de janeiro de 1776; sua missão era obter uma retratação do bispo Johann Nikolaus von Hontheim, sufragâneo de Trier, que, sob o pseudônimo de Iustinus Febronius, havia publicado o livro De statu Ecclesiae, que atacou vigorosamente a prerrogativa do Romano Pontífice, negando sua primazia jurisdicional sobre a Igreja Universal e insistindo no poder dos bispos como derivado da jurisdição universal "individual" dos Apóstolos; após consultas e negociações árduas, o bispo von Hontheim se retratou em 19 de novembro de 1778 e o núncio Bellisomi encerrou sua missão com sucesso; foi também representante papal no final do estabelecimento da nova nunciatura em Munique, Baviera; foi sucedido na nunciatura em Colônia por Bartolomeo Pacca, arcebispo titular de Damietta, futuro cardeal; ele permaneceu em Colônia até 19 de junho de 1786.

## Cardinalado
Criado cardeal e reservado in pectoreno consistório de 14 de fevereiro de 1785. Nomeado núncio em Portugal em 7 de maio de 1785; chegou a Lisboa em agosto de 1785. Particularmente preocupante era a situação das ordens religiosas, principalmente no Brasil, que por sua decadência, exigia uma profunda reforma; o núncio obteve um breve apostólico do Papa Pio VI, datado de 3 de novembro de 1789, estabelecendo um conselho encarregado da reorganização das ordens; o núncio acompanhou de perto o trabalho do conselho que com o tempo produziu os resultados desejados. O núncio foi ativo, em harmonia com as diretivas que lhe foram dadas pela Secretaria de Estado, na direção da política externa de Portugal contra os franceses e contra-revolucionários; primeiro induzindo Portugal a protestar vigorosamente em Paris contra a anexação de Avignon; e depois empurrando a rainha de Portugal contra os franceses que promoviam "novidades perigosas". Em novembro de 1792, Nuncio Bellisomi fez contato com o encarregado de negócios britânico Sr. Osterwald, entregando-lhe um memorando que pedia a proteção da frota inglesa às costas dos Estados Papais. O Núncio Bellisomi teve um grande colaborador na luta contra o jansenismo em Portugal na pessoa do Cardeal José Francisco Miguel António de Mendoça, patriarca de Lisboa. Publicado no consistório de 21 de fevereiro de 1794; com um breve apostólico de 25 de fevereiro de 1794, o papa lhe enviou o barrete vermelho; recebeu o gorro vermelho e o título de S. Maria della Pace, em 18 de dezembro de 1795. Atribuído à SS. CC. de Propaganda Fide, Bispos e Regulares, Imunidade Eclesiástica e Consistorial. protetor de entregando-lhe um memorando que pedia a proteção da frota inglesa às costas dos Estados papais. O Núncio Bellisomi teve um grande colaborador na luta contra o jansenismo em Portugal na pessoa do Cardeal José Francisco Miguel António de Mendoça, patriarca de Lisboa. Publicado no consistório de 21 de fevereiro de 1794; com um breve apostólico de 25 de fevereiro de 1794, o papa lhe enviou o barrete vermelho; recebeu o gorro vermelho e o título de S. Maria della Pace, em 18 de dezembro de 1795. Atribuído à SS. CC. de Propaganda Fide, Bispos e Regulares, Imunidade Eclesiástica e Consistorial. protetor de entregando-lhe um memorando que pedia a proteção da frota inglesa às costas dos Estados papais. O Núncio Bellisomi teve um grande colaborador na luta contra o jansenismo em Portugal na pessoa do Cardeal José Francisco Miguel António de Mendoça, patriarca de Lisboa. Publicado no consistório de 21 de fevereiro de 1794; com um breve apostólico de 25 de fevereiro de 1794, o papa lhe enviou o barrete vermelho; recebeu o gorro vermelho e o título de S. Maria della Pace, em 18 de dezembro de 1795. Atribuído à SS. CC. de Propaganda Fide, Bispos e Regulares, Imunidade Eclesiástica e Consistorial. protetor de O Núncio Bellisomi teve um grande colaborador na luta contra o jansenismo em Portugal na pessoa do Cardeal José Francisco Miguel António de Mendoça, patriarca de Lisboa. Publicado no consistório de 21 de fevereiro de 1794; com um breve apostólico de 25 de fevereiro de 1794, o papa lhe enviou o barrete vermelho; recebeu o gorro vermelho e o título de S. Maria della Pace, em 18 de dezembro de 1795. Atribuído à SS. CC. de Propaganda Fide, Bispos e Regulares, Imunidade Eclesiástica e Consistorial. protetor de O Núncio Bellisomi teve um grande colaborador na luta contra o jansenismo em Portugal na pessoa do Cardeal José Francisco Miguel António de Mendoça, patriarca de Lisboa. Publicado no consistório de 21 de fevereiro de 1794; com um breve apostólico de 25 de fevereiro de 1794, o papa lhe enviou o barrete vermelho; recebeu o gorro vermelho e o título de S. Maria della Pace, em 18 de dezembro de 1795. Atribuído à SS. CC. de Propaganda Fide, Bispos e Regulares, Imunidade Eclesiástica e Consistorial. protetor de e Consistorial. protetor de e Consistorial. protetor deTerra di Montefiore . Celebrações solenes foram realizadas em Pavia por ocasião de sua promoção ao cardinalato, incluindo as da Accademia degli Affidati com discursos e poesias, que posteriormente foram publicadas em um volume por Elia Giardini com a colaboração de Gian Paolo Dolfin, bispo de Bérgamo, e Pio Bellisomi, irmão do novo cardeal. Transferido para a sede de Cesena, com título pessoal de arcebispo, em 22 de setembro de 1795. Participou do conclave de 1799-1800, celebrada em Veneza, que elegeu o Papa Pio VII; O cardeal Franziskus Herzan von Harras expressou o descontentamento do Sacro Imperador Romano Franz II contra sua eleição para o papado. Em 1801 presidiu, a pedido de Napoleão Bonaparte, uma comissão eclesiástica que elaborou a Lei Orgânica do Clero italiano (1802), legislação semelhante à Concordata francesa de 1801. Optou pelo título de S. Prassede, a 18 de setembro de 1807 ; ele estava ausente de Roma e foi representado pelo cardeal Giuseppe Maria Doria Pamphilj através de um breve a Sua Santidade, datado de 15 de setembro de 1807.

## Morte
Morreu em Cesena em 9 de agosto de 1808. Exposto e enterrado na catedral de Cesena.